# Хоуп, Дэниэл
Дэниэл Хоуп (англ. Daniel Hope, род. 17 августа 1973, Дурбан, Южно-Африканская Республика) — британский скрипач, музыкальный педагог и дирижёр.

## Биография
Английской скрипач Дэниэл Хоуп родился в Южно-Африканской Республике в 1973 году в городе Дурбан. Сын поэта и писателя, борца против апартеида с ирландскими корнями, Кристофера Хоупа. По материнской линии у Хоупа были немецко-еврейские корни, родители матери бежали в 1930-е годы из Германии от нацизма. По собственному утверждению скрипача, его прямым предком был композитор Карл Фридрих Цельтер.
Хоупа-старшего преследовали в Южной Африке за антиправительственные взгляды, поэтому семья эмигрировала в Англию, когда Дэниэлу было шесть месяцев. Его мать, Элеонора, получила работу в качестве секретаря Иегуди Менухина, а затем стала его менеджером. Дэниэл стал товарищем по играм внуков Иегуди Менухина, а сам скрипач вдохновил Дэниэла в возрасте четырёх лет начать занятия скрипкой под руководством Шейлы Нельсон, одной из лучших в Англии преподавателей скрипки для детей.
Обучался в Лондонском Королевском Колледже Музыки, где занимался у российских скрипачей Ицхака Рашковского, Феликса Андриевского и Григория Жислина, а у Захара Брона в Гамбурге с 1992 по 1998 год. Затем занимался в Royal Academy of Music в Лондоне.
У музыканта сформировалось глубокое уважение к русской музыкальной традиции:

«Я всю жизнь учился только у русских педагогов. Захар Брон — для меня главный учитель. Мои приезды в Москву — это, как кульминация моих занятий с ним. Я чувствую, как будто я знаю всю историю, я вырос на записях великих русских скрипачей Ойстраха, Когана. Это фантастические музыканты».
Уже в десять лет Дэниэл Хоуп выступил на телевидении Великобритании, а в одиннадцать лет с Иегуди Менухиным исполнил дуэты Белы Бартока на телевидении ФРГ.
С 2002 по 2008 год был участником Beaux Arts Trio. Дэниэл Хоуп выступал с крупнейшими оркестрами и ансамблями: Бостонский, Чикагский, Лос-Анджелесский, Берлинский симфонические оркестры, Российский национальный оркестр, Камерный оркестр Европы, оркестр Камерата Зальцбург, струнный оркестр Люцернского фестиваля, L’arte del mondo. Хоуп принимал участие в международных музыкальных фестивалях в Люцерне, Зальцбурге, Шлезвиг-Гольштейне, Тэнглвуде, Международном скрипичном фестивале в Санкт-Петербурге. Выступал с дирижёрами: Куртом Мазуром, Кентом Нагано, Роджером Норрингтоном, Кристианом Тилеманном, Михаилом Плетнёвым. Сотрудничал с крупными современными композиторами Софьей Губайдулиной, Альфредом Шнитке, Томасом Адесом, Кшиштофом Пендерецким, Дьёрдем Куртагом и другими.
С 2007 года Даниэль Хоуп записывается на лейбле Deutsche Grammophon (ранее — на Warner Classics и Nimbus).
Пресса отмечает:

«Его виртуозность предельно осмысленна, фразировка остроумна и красноречива, звук хотя и лишен романтического пафоса, но открыт и красив, а отсутствие вибрато совершенно не отдает позерством».
В 2011 году он был назначен приглашенным профессором по классу скрипки в Royal Academy of Music в Лондоне.
В 2016 году Дэниэл Хоуп должен стать музыкальным директором Цюрихского камерного оркестра.
В настоящее время проживает в Вене.
Даниэль Хоуп играет на скрипке Гварнери дель Джезу «ex-Lipiński» (1742 или 1737 года), которая предоставлена ему немецким коллекционером из Германии, остающимся неизвестным. Инструмент назван в честь польского скрипача XIX века Кароля Липинского.

## Общественная деятельность
Является членом Правления фестиваля в Саванне (Джорджия, США) и художественным руководителем летнего фестиваля в Мекленбурге (Германия). Автор трёх книг. Среди них — «Когда можно аплодировать? Путеводитель для любителей классической музыки» (переведён на русский язык). Скрипач — автор и ведущий теле- и радиопередач, участвует в театральных проектах, в концертах джазовой и индийской музыки. В 2013 году участвовал в съёмках документального фильма «Daniel Hope: The Secrets of the Violin», прослеживающий историю мастеров, изготавливавших струнные инструменты, от Амати, Страдивари и Гварнери, до современных (в частности, до Samuel Zygmuntowicz).

## Награды
- 2004. ECHO Klassik: Исполнение скрипичных концертов Берга и Бенджамина Бриттена.
- 2006. ECHO Klassik: Лучший инструменталист (скрипка).
- 2008. ECHO Klassik: Лучшая концертная запись: Музыка XIX века (с Камерным оркестром Европы, дирижёр Томас Хенгельброк).
- 2009. ECHO Klassik: Лучшая концертная запись: Музыка XVIII века, скрипка.
- 2013. ECHO Klassik: «Границы классической музыки».
- Лауреат Classical Brit Award.
- Четыре раза был номинирован на премию Грэмми.
- 2015. Европейская премия по культуре.

## Избранная дискография
- 2001. Elgar — Walton — Finzi. Nimbus.
- 2004. East meets West. Warner Classics.
- 2004. Berg & Britten Violin Concertos. Warner Classics.
- 2006. Bach. Warner Classics.
- 2006. Shostakovich. Warner Classics.
- 2007. Mendelssohn. Deutsche Grammophon.
- 2008. Vivaldi. Violin Concertos. Hope. 1 CD. Deutsche Grammophon. 00028947766346.
- 2009. AIR — a baroque journey. 1 CD. Deutsche Grammophon. 00028947780946.
- 2011. The romantic violinist — a tribute to Joseph Joachim. 1 CD. Deutsche Grammophon. 00028947793014.
- 2012. Recomposed by Max Richter: Vivaldi — The Four Seasons. 1 CD. Deutsche Grammophon. 00028947927778
- 2013. Spheres. 1 CD. Deutsche Grammophon. 00028947905714.
- 2014. Escape to Paradise. The Hollywood Album. 1 CD. Deutsche Grammophon. 00028947929543.
- 2015. Daniel Hope. Spheres. 2 LPs. Deutsche Grammophon. 00028947935988.
- 2015. Brahms — Schumann — Mahler. Piano Quartets. 1 CD. Deutsche Grammophon. 00028947946090.